# Левеньгоя
Левеньгоя — река в России, протекает по Калевальскому району Карелии.
Исток — северо-восточнее Нижнего Куйто. Принимает правый приток из озёр Няугъярви и Левеньгъярви. Устье реки находится в 20 км по правому берегу реки Кепа. Длина реки составляет 17 км, площадь водосборного бассейна 70,5 км².
Ближайшие населённые пункты: Луусалми — в 20 км северо-западнее истока реки, Новое Юшкозеро — 20 км к югу от устья реки.

## Данные водного реестра
По данным государственного водного реестра России, относится к Баренцево-Беломорскому бассейновому округу, водохозяйственный участок реки — Кемь от Юшкозерского гидроузла до Кривопорожского гидроузла, речной подбассейн отсутствует. Речной бассейн реки — бассейны рек Кольского полуострова и Карелии, впадает в Белое море.
Код объекта в государственном водном реестре — 02020000912102000004430.